# Кайса (бильярд)
Кайса (иногда кайза) или каролина — разновидность бильярда, распространённая в Финляндии.

## Описание
Игра возникла в России и является близким родственником русской пирамиды.
По сравнению с большинством других видов бильярда, кайса отличается использованием крупных (67 мм в диаметре, до 2016 года — 68 мм) шаров и маленьких луз, диаметра отверстия которых едва достаточно для большого шара, чтобы тот в неё попал. Стоит также отметить длинные и тяжёлые кии. Стол для кайсы, как правило, имеет 10 футов в длину и, следовательно, на 2 фута короче, чем стол для русский пирамиды, который, как правило, имеет 12 футов.
Могут играть как два игрока, так и команда. Как и в карамболе, оба игрока имеют свои собственные шары, один биток, имеющий своеобразную точку или другую маркировку. В общем, используются пять шаров: жёлтый шар (так называемая кайса на финском языке), два красных шара и два белых шара (каждый из которых выступает в качестве прицельного шара для противника). Игра ведётся до 60 очков и имеет довольно сложную систему оценки, напоминающую ту, которая используются в английском бильярде, с точки зрения присуждения очков за разные удары. Как русский и английский бильярд, которые также играются на больших столах, кайса представляет собой гибрид карамболя и лузного бильярда.
Кайса принципиально любительская игра, без профессиональных игроков. Тем не менее, первый чемпионат мира по кайсе был проведён недавно, в апреле 2010 года. Участники приехали из 33 стран, и основной турнир был проведён в городе Котка. Финский игрок Марко Раутиайнен выиграл чемпионский титул. Любительские соревнования в Финляндии широко распространены и популярны, матчи показываются в специальном шоу на blip.tv.

## Счёт
Очки набираются путём забивания прицельных шаров при помощи битка, при определённых условиях начисляются дополнительные очки. Игра заканчивается, когда один из игроков зарабатывает 60 или более очков.
Основные расценки:
- Забить белый шар соперника = 2 балла
- Забить красный шар = 3 балла
- Забить жёлтый шар (кайса) = 6 баллов

Дополнительные очки начисляются за карамболь с одним и более шарами, при условии, что начальный прицельный шар попал в лузу. Этот вид карамболя называется «накки» на финском языке (что переводится как «сосиска»).
- Забить белый соперника плюс карамболь с красным = 4 балла
- Забить белый соперника плюс карамболь с жёлтым = 7 баллов
- Забить белый соперника плюс карамболь с двумя красными = 7 баллов
- Забить белый соперника плюс карамболь с красным и жёлтым = 10 баллов
- Забить белый соперника плюс карамболь с двумя красными и жёлтым = 13 баллов
- Забить красный плюс карамболь с белым соперника = 5 баллов
- Забить красный плюс карамболь с другим красным = 6 баллов
- Забить красный плюс карамболь с другим красным и белым соперника = 8 баллов
- Забить красный плюс карамболь с жёлтым = 9 баллов
- Забить красный плюс карамболь с жёлтым и белым соперника = 11 баллов
- Забить красный плюс карамболь с жёлтым и другим красным соперника = 12 баллов
- Забить красный плюс карамболь с жёлтым, другим красным и белым соперника = 14 баллов
- Забить жёлтый плюс карамболь с белым соперника = 11 баллов
- Забить жёлтый плюс карамболь с красным = 12 баллов
- Забить жёлтый плюс карамболь с красным и белым соперника = 14 баллов
- Забить жёлтый плюс карамболь с двумя красными = 15 баллов
- Забить жёлтый плюс карамболь с двумя красными и белым соперника = 17 баллов

При попадании жёлтого в центральную лузу от одного и более бортов начисляются 12 баллов. Также дополнительные очки начисляются за разные карамболи:
- с карамболем битка в белый шар = 17 баллов
- с карамболем в красный шар = 18 баллов
- с карамболем в красный и белый шар = 20 баллов
- с карамболем в два красных шара = 21 балл
- с карамболем в два красных и белый шар = 23 балла